# Chris Dudley
Christen Guilford "Chris" Dudley (ur. 22 lutego 1965 w Stamford) – amerykański koszykarz, występujący na pozycji środkowego, polityk.

## Osiągnięcia
NCAA
- Zaliczony do I składu All-Ivy League (1985–1987)

NBA
- Finalista NBA (1999)
- Zdobywca nagrody J. Walter Kennedy Citizenship Award (1996)[1]

Inne
- Laureat nagród:
  - USA Today's Most Caring Athlete Award (1997)
  - Freedom Corp Award